# یک‌به‌یک (ارتباطات)
یک-به-یک در ارتباطات بیانگر ارتباط منحصر به فرد با دیگری است. در بحث اینترنت این می‌تواند با رایانامه (پست الکترونیک) انجام شود اما بیشترین کاربرد یک-به-یک در اینترنت پیغام‌رسان لحظه‌ای است، البته این شامل ارتباطات چند-به-چند از قبیل اتاق گپ نمی‌شود.